# Elaine Roque
Elaine Marie Roque (* 31. Januar 1960 in Santa Monica, Kalifornien) ist eine ehemalige US-amerikanische Volleyball- und Beachvolleyballspielerin.

## Karriere Halle
Die Mittelblockerin verbrachte ihre ersten zwei Studienjahre bei den heimatlichen UCLA Bruins. Als Junior wechselte sie an die Utah State University.  Mit den Aggies gewann sie 1979 die AIAW landesweite Vorentscheidung und führte ihre Mannschaft mit 35:5 Punkten bei den Nationals zur Vizemeisterschaft. Sie war so wichtig für das Team, dass sie 1994 in die Hall of Fame der Bildungsstätte aufgenommen wurde und dort als die vielleicht beste Volleyballspielerin in deren Geschichte bezeichnet wurde.
Roque spielte auch in der US-amerikanischen Nationalmannschaft und lebte und trainierte im US Olympic Center in Colorado Springs. Ihr Team spielte Schaukämpfe in Europa und Asien und war 1978 die zweite US-amerikanische Mannschaft, die nach China kam. Von 1980 bis 1987 war sie in der italienischen Serie A1 bei Acqua Lynx Parma aktiv.

## Karriere Beach
In den ersten Jahren ihrer sportlichen Aktivität im Sand startete Elaine Roque mit verschiedenen Spielerinnen bei der Parks and Recreation (P&R) Tour und konnte in der Zeit von 1977 bis 1989 drei Veranstaltungen auf der obersten Stufe des Siegerpodests beenden. 1988 gelang ihr mit Janice Harrer neben dem P&R Sieg in Laguna Beach auch der erste Turniergewinn bei der Women's Professional Volleyball Association (WPVA) in Hermosa Beach. Dazu kamen zwei weitere Finalteilnahmen und zwei dritte Plätze bei WPVA Events. In den folgenden sieben Spielzeiten erkämpfte Roque mit der gleichen Partnerin, mit Nina Matthies, mit Patty Dodd und mit Gail Castro 32 Silber- und 22 Bronzemedaillen bei der amerikanischen Beachserie. Hinzu kam der inoffizielle Weltmeistertitel 1990 mit Matthies und der Sieg in Pismo Beach 1995 mit Castro. Mit der nahm die im Los Angeles County geborenen Sportlerin ein Jahr zuvor erstmals an der FIVB World Tour teil. Nach einem sechsten Rang in Miami und einem vierten Platz in La Serena gelang den beiden in Carolina Beach ihr erster gemeinsamer Turniersieg. 1995 standen sie zwei weitere Male im Viertelfinale bei FIVB Veranstaltungen. Ein Jahr später wechselte Elaine Roque zu Dennie Shupryt Knoop, mit der sie bei der  Women's Association zwei Bronzemedaillen gewann. 1997 gelangen den beiden drei Halbfinaleinzüge. Die US-Amerikanerinnen nahmen während ihrer zweijährigen Zusammenarbeit nur ein einziges Mal an einem FIVB Event teil. Das war die erste offizielle Weltmeisterschaft in Los Angeles, bei der sie den geteilten siebzehnten Platz erreichten. Anschließend waren sie noch bei einer WPVA Veranstaltung am Start und beendeten danach gemeinsam ihre Karrieren.

## Auszeichnungen
- 1991: WPVA Sportlerin des Jahres und beste Blockspielerin
- 1992: WPVA Sportlerin des Jahres
- 1993: WPVA beste Blockspielerin
- 1994: Aufnahme in die Hall of Fame der Utah State University[4]
- 1995: WPVA Sportlerin des Jahres
- 1996: WPVA Sportlerin des Jahres
- 1997: WPVA Sportlerin des Jahres

## Berufliches
1983 erreichte Roque an der Utah State University den „Bachelor“. 1984 war sie Editorin des „Volleyball Coaching Manuals“. Seit 1987 war sie Präsidentin der „Women's Professional Volleyball Association“. 1988 erhielt sie an der University of California, Santa Barbara den „Master of Arts“. Seit 1990 ist Roque beim Santa Monica College Volleyballtrainerin, Vizepräsidentin der Fakultätsvereinigung und Vorsitzende der Kinesiologie-Abteilung.